# 寧南県
寧南県（ねいなん-けん、四川彝語: ꆀꆆꑤ）は中華人民共和国四川省涼山イ族自治州西南部に位置する県。

## 地理
雲南省巧家県と接し、県境は金沙江が造る険しい峡谷となっている。2021年現在、白鶴灘水力発電所の建設が進められており、1基当たり100万kwという世界で単一設備容量が最大の水力タービン発電機が8基設置される予定。

## 歴史
1931年に分離されたのち、1939年に西康省が発足し、その一部になった。
1950年に中華民国の四川省の一部になったが、5年後の1955年に解体され、現在の四川省に移管された。その後は西昌市に位置していたが、1978年に解体され現在に至る。

## 行政区画
- 鎮:寧遠鎮、松新鎮、竹寿鎮、華弾鎮、白鶴灘鎮、西瑤鎮、大同鎮、騎騾溝鎮、跑馬鎮、幸福鎮、石梨鎮、六鉄鎮、倶楽鎮[3]

## 健康・医療・衛生
- 寧南県人民医院